# Ȳ
La lettera Ȳ (minuscolo ȳ) è la quarantunesima lettera dell'alfabeto livone. È formata dalla lettera Y con l'aggiunta di un macron (¯).
La lettera viene usata certe volte anche nell'insegnamento del latino.